# クレーム

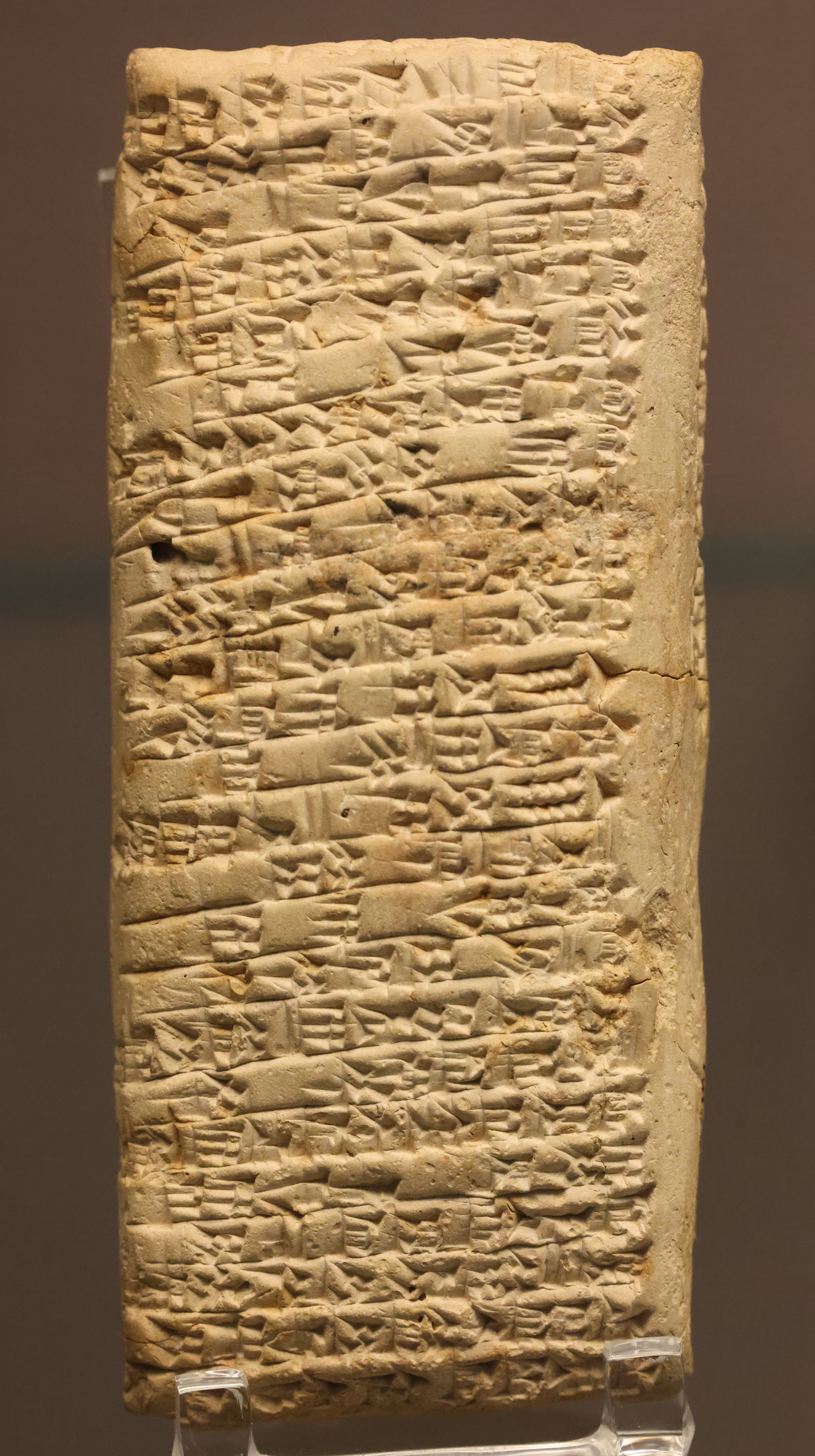
大英博物館に展示されている古バビロニア時代の楔形文字が刻まれたウル遺跡の金属商人エアナーシルの自宅で見つかったエアナーシルへの苦情粘土板。世界最古のクレームとされる。「バビロニアの銅商人ナンニが、悪質な銅を売りつけられた上に、返金要求を門前払いした金属商人エアナーシル宛に出した苦情」が書かれている。

クレーム（クレイム、英語: customer complaint, consumer complaint）は、サービスに対する苦情や改善要求、契約あるいは権利請求を指す和製英語である。
日本語の顧客による理不尽な要求という意の「クレーム」には、英語では「コンプレイント」（英語: complaint）が対応する。特に説教・土下座などの過度な謝罪要求・暴言・暴行・時間拘束・言いがかり・揚げ足取りなどの不当なクレーマーは、警察を呼ぶことが求められるカスタマーハラスメントと言われる。欧米では、上述の行為を繰り返す者はストーカー規制法が適用される。土下座強要は強要罪、店員に手を出せば暴行罪、業務を妨害すると威力業務妨害罪として、損害賠償や刑事罰を受ける。

## 概要
和製英語の「クレーム」とは、自身の被った損害を説明して、その損害に対して責任のある相手に、損害の補償を要求することを意味する。例としては機能上で不備のある商品を購入してしまった際に、その製品の製造者や販売者に不良品を正常な製品と交換してもらうために交渉する行為などが挙げられる。企業間では、契約に違反した際の損害賠償請求を含む。元の英語claimでは「要求する・主張する」という意味で、日本語のようなマイナスの意味が主の言葉ではない。

## クレームとトラブル
クレームはしばしば、製品やサービスに不良品のような不具合ないし不足、または企業の活動に伴う「騒音」などの公害といった社会（およびこれを構成する個人）の側と企業側との間のトラブルによって発生しうる。企業が顧客に対して行なった強引な営業手法に起因する混乱や不信感もクレームの原因となり得る。強引な営業手法としては、悪徳商法で問題視される脅迫や詐欺などの明確に違法なものがある。このようなケースでは、クレームをつけられた側に非があると判断されることが多い。
明確な非が、クレームをつけた側、つけられた側双方に見つけにくいタイプのクレームも存在する。
この種のクレームは、
- 誇大広告
- 複雑な契約内容・料金体系
- 不安になるような事柄に関する説明不足
- 契約上の重要事項に関する説明不足
- 都合の悪いことの報告のタイミング
- 契約時には予想できなかったことが起こる（暗黙の期待）
- 紛らわしい用語
- 安請け合いなどの特異な企業、取引体質
- 顧客に対する姿勢

といったように、契約の曖昧さ、心象の問題の双方が絡む問題である。
また、事例も多岐にわたるが、「非の所在」、「非の有無」を含め、議論が平行線になる傾向がある。
さらに、個別事案における結論についての予見可能性が低く、必ずしも安定した法の適用ができないという問題もある。そのため、契約一切に関して「何がどのように問題になり、誰が責任を負うべきか」に関するリストの集約が求められる。
このような「クレームの原因」ではあるものの、必ずしも違法とは言い難いものに関しては、企業側にもクレームを避ける上で「有利誤認、優良誤認あるいはそれに準じる事態を避ける努力」が要求されると同時に、消費者側にも「宣伝で悪い部分を強調することはない」ことを考慮して、必要となる仕様、要求を購入前に明確にした上で、購入をすることが求められる。もっとも有利誤認、優良誤認は、度が過ぎれば公正取引委員会より排除命令を受ける。
マーケットクレームの一例として、最近では、意図的に有利誤認、優良誤認をさせた上で、顧客側が誤認によって損をした後になって個別に「それが顧客側の誤認であることを強調する」手口がよく報告される。
誇大広告、有利誤認の例としては、携帯電話、不動産の契約、宣伝形態が最近よく話題になる。例えば、携帯電話では移動体通信の端末の販売と通話回線の契約形態などといった複雑な構造から損得・利害関係が判り難い側面もあり、これが混乱を招いて企業と顧客間の争いに発展する場合もある。
具体的には携帯電話契約における「全機種￥0 分割払いで『￥0』」のような誇大広告や、不動産賃貸物件で契約撤回が不可能、あるいは極めて難しい状態になった後に「月々の家賃のほかに毎年入館料（更新料）が必要」であるとか、割賦販売における「携帯電話は実質0円で違約金もありませんが、2年以内に解約すると7万円の月賦が残ります」などのように、契約を取り交わした後で顧客に不利な情報を説明し始めるなどの不誠実な対応が問題視される。不安になるような事柄に関する説明不足としては、料金の引き落とし（クレジットカードなど）の仕組みや、そのタイミングなどが明確になっていない、あるいは残高不足などで引き落としが出来なかった場合などのイレギュラーだが起こりえないとは限らない事柄へのペナルティや対応方法、支払方法などが明確に説明されていないケースなどについて、ネット上で相談が書かれることが多数ある。
暗黙の期待、あるいは顧客側が暗黙の了解事項と思っていたことに関するクレームもある。つまり顧客側が「まさかこの機能/サービスが勝手に追加/削除されることはないだろう」と思っていたことや、「本来あるべきだと顧客側が思っていた機能や表示、サービスがない場合/なくなった場合」、その他「まさかそんなことにはならないだろう」ということが起こり、顧客が想定できなかった問題によって顧客が準備ができないままいやな思いをする場合にもクレームに発展することがある。顧客側にとって「まさかそんなことにはならないだろう」ということが起こったケースとしては、例えば、ある通信販売業者において、「ほしいものリスト」という「個人の私的な備忘録」を思わせる名前のリストが、実は、契約上は、通常設定では全世界に対して自分の「ほしいもの」を公開してしまう機能であったことから、気付かないうちに個人の趣味・嗜好といったものが公にされてしまう事態に至り、クレームの嵐が起こり、また、有名人のプライバシーがネット上にさらされる結果となった事例がそれにあたる。
その根底にはそのような誤解をうけさせるようなキャッチコピー、名称などに反した予想外のことが起こり混乱することに加え、顧客側の過度な期待もある。過度の期待の例として、契約上は厳密な意味が存在するが、日常語の範囲では、意味が多様に存在する場合である。例えば、航空機の予約における「シャトル往復の未使用」がそれにあたる。未使用は日常語では「往路のみの使用の場合は復路分は未使用」という言い方をするが、往路分を使った場合には扱い上は「使用済み」となる。このことを知らなかった利用者が「復路の予約（オープン予約を含まない）時に電話が繋がらず、復路のキャンセルが出来なかった上、往路を使っていた為、未使用でもない。結果、券がただの紙切れになってしまった」というケースが発生する。この場合騙されたに近い印象を受けることになり、利用者の行動は二度と航空機を利用しなくなるか、クレームへと発展する。
また、「安請け合いは当然」「納期は絶対に守らない」といった信頼以前の企業もあり、商社マンや資材部は、クリティカルパーツの調達の関係上、このような会社からの資材の調達を代行することもある。その際に業者の特性を一つ一つ記録に取り、商社側から見て顧客に当たる側には迷惑がかからないよう様々な工夫をしているが、個人では業者の特性を一つ一つ分析して、比較検討をした上で、物の流れに問題が生じないように工夫することは困難である。このように特性の把握が困難な会社との取引もクレームの対象となる。
上記のケースはいずれも違法とは言えず、「消費者が内容を十分理解しきれないまま契約してしまったこと」とみなされる傾向もあるが、一方で業者によっては説明する側の「従業員の質」や「説明すべき内容が複雑過ぎること」、あるいは「意図的に混乱を誘起し、有利誤認を起こさせるような広告戦略」など、以下にあげるような傾向が指摘されるケースがある。
- 「すぐ店員が変わるために内容を覚えられていない・誤認している」
- 「担当者によって言うことが違う」
- 「ひとつのプランの説明に30分もかかる」
- 「プランが何種類あるのかすら答えられない」

## クレーマー側の心理
クレーム現象には多くの場合怒りが伴っている。社会心理学のカペンスとメックレンは怒りの生起に関わる主要な認知要素として、自尊心への脅威、他者への責任帰属、欲求不満を挙げている。サービス享受者の怒りは提供者から提供されたものに過失や不備を見いだし、その出来事を重要視し、不快に感じるために生起すると言える。また、苦情の申し立てに対する提供者の対応によっては怒りを増幅させ、更なるクレームの申し立てへと発展する。
怒りが動機ではなく、金銭など利益の取得を目的としたクレームもある。この種のクレームは、そのクレームが実現可能かどうかを見積もり、クレームを実行する自己のイメージが既存の自己イメージと一貫しているかを確認し、予想される利益が申し立てに費やすエネルギーを上回るかどうかを査定する、といった判断を経て意思決定される。
クレームの初期段階では享受者には匿名性が確保されており、その心理状況が攻撃的なクレームを助長していると考えられる。一旦表明された苦情は上記の自己の一貫性の確認を経て確信を得るため、享受者の匿名性がクレーム処理の過程で失われてもその苦情が収まる保証は無い。

## 日本におけるクレーマー
日本では、しつこく事実無根のクレームをつけたり、言いがかりと思われるようなクレームをつけたりする消費者のことのみをクレーマーと揶揄することもある（英語の誤用）。クレーマーは、2000年代後半頃に徐々に注目を浴びるようになった。背景には、以下の要因が指摘されている。
最近の日本では損害賠償請求やごり押しなどによる不当な強迫要求や請求の意味で用いられる場合もある。説教型や謝罪要求型、暴言型、暴行型のものが増加していて、クレームではなく、ハラスメントや脅迫と呼ぶべきとの声がある。これらはカスタマーハラスメントと呼ばれる。土下座強要は強要罪、店員に手を出せば暴行罪、業務を妨害すると威力業務妨害罪を行った犯罪者として、悪質クレーマーたちは損害賠償や刑事罰を受ける。

### クレーム手段の獲得
インターネット（常時接続）、携帯電話の発達により、消費者の権利として「モノ言う消費者」の場と手段が広がった。
常時接続が地方に普及する前の時期では、消費者が企業への苦情は企業が設けたサポートセンターなどの電話のみで、なおかつフリーダイヤルは、ほぼ皆無であった。そのため、企業が用意した型に沿ってしか対応をしてもらえず、また苦情を言うためのコスト（時間、通話料金、郵便料金）が高く、他の消費者へ苦情の内容が伝わる事が出来無かった（フリーダイヤルであっても、通話に時間を要することは変わらない）。
しかし、ブロードバンドインターネット接続の普及により、消費者苦情の環境が変わる。電子メールは、電話よりも遙かに効率的に、企業の消費者対応部門や企業幹部へ多数の苦情を送りつけることができ、動画共有サイトやブログやソーシャル・ネットワーキング・サービスは、多くの消費者へ苦情の内容を豊富に伝えた。特に文字と違い、動画や写真を添付すればインパクトが強く、強力な武器となった。携帯電話の発達や音声通話定額制は、場所を選ばずに情報を集め、苦情を言うことが出来る様になった。

### 意識の問題
感情の表出と抑制は文化規範によって違いがあるが、目上の相手には自己主張を控えるという方略が取られやすい。日本で1990年代より増加したクレーマー問題には、消費者保護を目的とした法律や制度の改正によって発生したサービス提供者と享受者の上下意識の変化や、「提供者に対して怒りを表明しても良い」という新たな感情規則が形成されたことが背景にあると考えられる。
なお、クレーマー問題に対しては苦情を述べる側がクローズアップされ、それらのケースでも事件に発展するなど深刻化している場合では報道においてもえてして企業側に同情的な内容に落ち着きがちである。その一方、インターネット上のサービスの発達は、企業側の従業員（パートやアルバイトなど末端の接客担当者を含む）が常軌を逸した客を揶揄する形での言説を広めてしまうケースも見られる。これはことクレーム問題だけに限定されない傾向ではあるが、2000年代に入ってはブログやTwitterなどで不用意に書き込まれた内容や写真などから炎上したケースもみられる。

## クレーマーの分類
弁護士の横山雅文らによると以下の5種に分類される。
性格的問題クレーマー
主観的な価値観、思い込みによって自分が有能であると思い込むクレーマー。
損得勘定ではないため賠償や交換対応などに興味はない。性格上、本人が間違っていても反省することがない。
精神的問題クレーマー
精神的に問題があるとみられるクレーマー。自傷、自殺などをほのめかすことがある。
担当者と親密になり心の隙間を埋めたいため、密着し長時間の電話などをしてくる。
常習的悪質クレーマー
攻撃性はないが利益を求め、何度もクレームを出す。
比較的少額のクレームが多いが存在しない問題も作り出す。
反社会的悪質クレーマー　
暴力団関係者などのクレーマー。秘密を共有しようとする。
クレームストーカー
相手に好意をもち、面会などの手段として多数の言いがかりをつけてくるクレーマー。

### カスタマーハラスメント
日本では2010年代前半頃から、悪質クレーマーに対して和製英語の「カスタマーハラスメント（略称カスハラ）」の名称を用いる動きが見られるようになった。ただし、対象となる悪質クレームの範囲の解釈はまちまちであり、さらに「店舗と客」のトラブルに限定する場合や企業間の取引を含む場合があるなど定義は曖昧である。店で大声をあげたり業務を妨げたり、無理に居座ったりする行為は、威力業務妨害罪や不退去罪に問われる可能性がある。
2019年6月、国際労働機関は総会で、カスタマーハラスメントを含む暴力やハラスメントを禁じる条約を採択し、日本は賛成したが、批准は見送っている。

### モンスターペアレント
教育現場では、一部の保護者が学校に対し不当な要求をするケースも見られる。これらは、通称「モンスターペアレント」と呼ばれている。

## クレーム問題
同語が日本国内において、広く一般に知られたのは、1999年（平成11年）に発生した『東芝クレーマー事件』である。同事件では報道を見た一般の視聴者に「要求者＝クレーマー」ではなく、「理不尽な要求をも辞さない請求者」であると認識させてしまった。なお「クレーマー＝理不尽な請求者」という認識は、東芝側の通常対応不能な総会屋などを主に担当する「渉外監理室（警察OBなどからなる）」という部署の担当者による発言の中にみられ、同担当者の認識がそのような形であったとみられている。
これに関しては報道側の取り上げ方にも問題があったと思われるが、この録音の一部がテレビ放送され、視聴者が威圧的な態度の東芝担当者側の横柄な態度が感じられる対応に反発、同社への非難や不買運動に走った点も問題視されている。また同事件では、関係者らの応酬で、常識から逸脱した対応が行われたとする報道も見られ、今日でも「ごね得（しつこく要求を繰り返せば、少々の無茶も通る・大企業をも屈服させられる）」といった認識を、世間に与えてしまった感も否めない。
同事件報道以降、暫くは消費者による「インターネット上のウェブサイトで企業を告発する」という活動が目立つようになり、この中には多額の金銭を要求するものや、関係者を論う（消費者側の不利な情報は伏せて、企業側の欠点を並べ立てるなど）ケースも発生、逆に名誉毀損で訴えられたサイト設置者も見られた。
しかしその一方で、一見不当と思われる請求にも、冷静に内容を分析すれば、少なくとも請求者自身はもとより、企業側でも妥当だと考える妥協点が存在すると共に、それらの人々が発見し、また一般にはまだ表面化していない製品の問題点に関する情報が含まれると見なされる様になってきている。一概にクレーマー（不当な請求者）であると無下に扱わず、責任の取れる担当者がきちんと対応することで、消費者の視点では辛うじて問題提起できるが、企業側には全く見えていなかった「ビジネスチャンスが発見できる」と考える人もある。
往々にして人は不利益を被ると、感情的になりやすい。このため企業のサポート側では感情的な電話が掛かる率が非常に高いと言える。その一方で、本当に不当で病的にクレーム請求をしてくる人も含まれる。この場合、無条件に相手の提示した案に応じると他の顧客が不当に差別されている状態を作り出してしまう。そのため、クレーマーを有効的に活用するためには関係部署にクレーマーの話に耳を傾けて公正な判断を下し、その判断を他の部署と折衝して適切に推し進められる人を配する必要がある。そのような理由により、建設的な思考の企業の部署では、応対マニュアルの整備や適切な人員の選択に注意を払うとともに、一定の企業内における発言権が確保されている。

## クレーマー関連の問題事例
クレーマーが常習化することで、関係者が事件を起こしたケースがある。また不当な請求という問題も多方面で発生している。
2003年に東急不動産の物件を購入した者が、隣地に建造物が建つことは知らなかったとして訴訟を起こし、原告の実質敗訴（訴訟は和解成立により終結）となった案件に関して、原告が東急不動産ならびに関連企業である東急コミュニティー、また訴訟において東急不動産側の証人となった人物の転職先であるアソシアコーポレーションに対する誹謗中傷サイトを無数に立ち上げ、各社の営業を執拗に妨害するという事件が発生した。
2004年9月には、東京都足立区に本社を置くパチンコ店系列の牛丼チェーン店（FC店）の店長が、日常的にクレームを行っていた客に対しストレスを感じ、その客を刺殺するという事件が発生した。同事件では弁当注文の際に「水が出されなかった」ことや「弁当が横になっていた」ことを理由に、被害者が前日より十数回立て続けに電話で苦情を述べ、他にも別のクレームで8月末頃より同店長をたびたび自宅へ呼び付け謝罪を要求するなど、トラブルが続いていた。このトラブルで頻繁にクレームをつける被害者に腹を立てた加害者が、刃物で十数か所を刺して殺害している。後日、加害者の店長は殺人容疑で逮捕・起訴され懲役10年が確定している。
2009年頃から大阪市住吉区役所において、同市の不適切な資金管理が判明したことをきっかけに、当時同区に居住していた男性が、多数の電話を掛けたり何度も区役所を訪問するなどして、膨大な情報公開請求や職員への暴言などを行った。これらの行為で職員が心身に不調を来すなどするようになった職員もいたとされる。同市は業務を妨害されたなどとして、当該の男性を相手取り大阪地方裁判所に訴訟を提起。大阪地裁は2016年6月15日付で市の訴えを認め、男性に威圧的要求の禁止や損害賠償の支払いを命じた。
2010年には、三重県で中学の長男が校内でけがをしたことに言い掛かりをつけ、教諭らから現金を脅し取ろうとしたとして、男が恐喝未遂の罪に問われ、津地方裁判所は25日、懲役1年6月、執行猶予3年（求刑懲役1年6月）を言い渡した。判決理由で裁判官は「執拗に教諭らの自宅のインターホンを鳴らすなど、迷惑を全く省みない犯行で悪質」と指摘。判決によると、市立中に通う長男が部活動の休憩時間に傷を負ったことに因縁をつけて、校長や部活動の顧問の男性教諭宅に無断で押しかけ、「タクシー代がかかった」、「マスコミや議員に全部ばらす」などと怒鳴った。
2014年に大阪府のファミリーマートで店員の態度を理由に、店長・店員らに土下座させたうえで6カートンのタバコを脅し取った男女4人が恐喝・恐喝未遂で有罪判決を受けた。事件は最初に発端を作った30代女の娘が店長らの土下座動画を公開したことで知られた。娘は恐喝加担の罪で中等少年院に送致されている。女は「両親には孫のことまで心配させ、ネットで素性が暴かれたことで肩身の狭い思いもさせた。恥ずかしいことをしたと思う」とうなだれた。法廷で過去の成功体験から「客に謝罪するのに土下座と手土産は当たり前」「営業所長から200万～300万円は受け取れると思った」と考えていたことをしている。
2015年には、パン店やケーキ店など全国の約1,200店に「髪の毛が入っている」などの内容の虚偽のクレームの電話を約7,000回に渡ってかけ、商品や現金などを騙し取っていたとして、兵庫県警察が伊丹市在住の無職の女を詐欺容疑で逮捕している。
2019年6月に京都府向日市の福祉事務所の人柄にも能力にも定評があった20代のケースワーカー男性が、担当していた50代クレーマー生活保護受給者に精神的な支配を受けた上で、命令で行ったクレーマーが暴行死させた同居女性の死体遺棄容疑で逮捕された事件が起きている。
2019年12月には滋賀県米原市において、福祉事務所の人柄と能力で評価されていた20代のケースワーカー男性が、担当していた「親族が暴力団関係者」と称する20歳代の受給者男性から2カ月にわたって不当要求に応じさせられた末に、クレーマー受給者を刺して負傷させて執行猶予判決を受けている。
2021年には市役所の生活保護担当者を怒鳴るなどで市職員の間で「ハードクレーマー」として有名だった50代の生活保護受給者夫婦が、約2年8か月もホテル宿泊費用を盛岡市から生活保護費の住宅扶助計として、約1440万円違法受給した詐欺罪で起訴されている。